# Ingatlanhirdetés

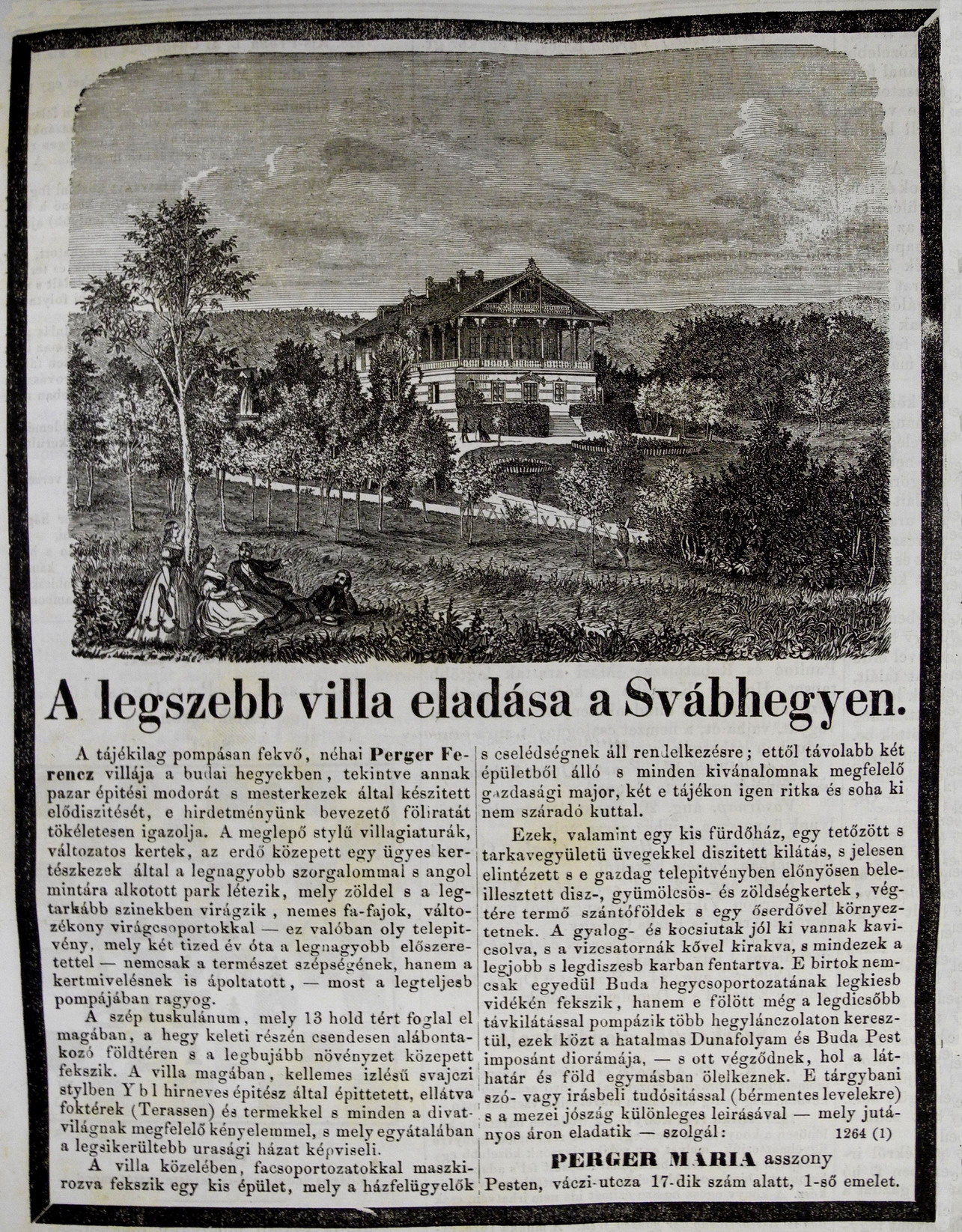
A Vasárnapi Ujságban 1865-ben megjelent - Magyarországon talán az első - képes ingatlanhirdetés, amely a Béla király út 30. alatt található Perger-villáról készült.

Az ingatlanhirdetés az apróhirdetés egy fajtája, egy ingatlanról készült dokumentum, reklám, amely az adott ingatlan értékesítését (adásvétel, bérleti szerződés) segíti elő, arról információkat közöl.

## Tartalma
Az ingatlanhirdetés az ingatlanról készült leírást, számszerű és műszakai adatokat, fényképeket, alaprajzot, az ingatlan értékesítésével foglalkozó személynek - általában az ingatlan tulajdonosának vagy ingatlanközvetítés esetén az ingatlanközvetítőnek - a nevét, az elérhetőségét - telefonszámát, e-mail címét - tartalmazza. Az interneten található ingatlanhirdetésben többnyire az ingatlan térképes helymeghatározása is szerepel. Túlnyomórészt csak a közterület neve, elhelyezkedése van feltüntetve, a pontos cím - a házszám - nem szerepel a hirdetésben. Ennek oka, hogy az érdeklődő csak a kapcsolatfelvétel után találhatja és tekintheti meg az ingatlant, így érkezésére az időpont-egyeztetés után a tulajdonos, illetve az ingatlanközvetítő fel tud készülni. Egyre gyakrabban a videós körséta is eleme a hirdetéseknek, hiszen érintésmentes és látványos megoldás.

## Publikálási helyei
Az ingatlanhirdetések kezdetben főleg újságokban, plakátokon, az ingatlanközvetítő franchise-ok, ingatlanirodák elterjedésével azok kirakataiban, az informatika fejlődésével speciális értékesítési weboldalakon - ingatlanhirdető portálokon - is publikálásra kerültek.